# Церово (Гросупље)
Церово (словен. Cerovo) је насељено место у општини Гросупље, Средњесловенска регија, Словенија.

## Историја
До територијалне реорганизације у Словенији било је у саставу старе општине Гросупље.

## Становништво
У попису становништва из 2011. године, Церово је имало 28 становника.
| Број становника према пописима | Број становника према пописима | Број становника према пописима |
| ------------------------------ | ------------------------------ | ------------------------------ |
| 1991                           | 2002                           | 2011                           |
| 32                             | 33                             | 28                             |